# 辻田真佐憲
辻田 真佐憲（つじた まさのり、1984年8月22日 - ）は、日本の著述家、評論家、近現代史研究者。京都大学大学院客員准教授。

## 経歴
大阪府出身。清教学園中学校・高等学校、慶應義塾大学文学部卒業。慶應義塾大学大学院文学研究科修士課程中退。
中学時代より世界各国の軍歌蒐集に熱中する。2005年、軍歌趣味サイト「西洋軍歌蒐集館」を開設。2011年、『世界軍歌全集 歌詞で読むナショナリズムとイデオロギーの時代』を社会評論社より上梓。43か国、60政権、300曲の愛国歌・国民歌・戦時歌謡・闘争歌・革命歌・労働歌・郷土歌・宣伝歌等々の翻訳と解説を編纂した。
以降、音楽史、メディア史、教育史等に関する著作・論考を次々に発表する傍ら、評論家、インタビュアー、コメンテーターとしても活動。2016年に出演した『ライムスター宇多丸のウィークエンド・シャッフル』（TBSラジオ）の「大本営発表特集回」は、第54回ギャラクシー賞ラジオ部門選奨を受賞。2020年11月、配信プラットフォーム「シラス」（株式会社ゲンロン）にて「辻田真佐憲の国威発揚ウォッチ」の配信を開始した。

## 研究・主張
- 著書およびウェブ上で、「軍歌趣味」という概念を提唱している。軍歌という音楽ジャンルは、それを肯定するにせよ、否定するにせよ、ある特定の政治的立場から扱われることがほとんどであった。対して軍歌趣味とは、そのような政治性と距離を置き、完全にニュートラルな立場から、オタク的、サブカル的な「趣味」の対象として軍歌を「消費」することを推奨するものである。実際に、動画投稿サイトが一般に普及した現代において、軍歌音源へのアクセスは飛躍的に容易になっている。そのような環境で軍歌を非本来的用途で消費することは、戦争肯定、イデオロギー擁護といった軍歌の本来的機能を決定的に解体することを意味する、と述べている[5][6]。
- 学校法人森友学園運営の塚本幼稚園の愛国教育は「戦前っぽいもの」をカット・アンド・ペーストしたものにすぎないので、「戦前回帰」ではなく、「コスプレ」、「二次創作」であるとし、「戦前ならば、不敬罪に問われたかもしれない」と述べた[7]。

## 著書

### 単著
- 『世界軍歌全集 歌詞で読むナショナリズムとイデオロギーの時代』、社会評論社、2011年12月
- 『日本の軍歌 国民的音楽の歴史』（幻冬舎新書）、2014年9月
- 『愛国とレコード 幻の大名古屋軍歌とアサヒ蓄音器商会』、えにし書房、2014年11月
- 『ふしぎな君が代』（幻冬舎新書）、2015年8月
- 『たのしいプロパガンダ』イースト・プレス（イースト新書Q）、2015年12月
- 『大本営発表 改竄・隠蔽・捏造の太平洋戦争』（幻冬舎新書）2016年7月
- 『文部省の研究 「理想の日本人像」を求めた百五十年』（文春新書）、2017年4月
- 『空気の検閲 大日本帝国の表現規制』（光文社新書）2018年3月
- 『天皇のお言葉 明治・大正・昭和・平成』（幻冬舎新書）、2019年3月
- 『古関裕而の昭和史 国民を背負った作曲家』（文春新書）、2020年3月
- 『超空気支配社会』（文春新書）、2021年6月
- 『防衛省の研究 歴代幹部でたどる戦後日本の国防史』（朝日新書）、2021年12月
- 『「戦前」の正体 愛国と神話の日本近現代史』（講談社現代新書）、2023年5月
- 『ルポ国威発揚 「再プロパガンダ化」する世界を歩く』（中央公論新社）、2024年12月
- 『「あの戦争」は何だったのか』（講談社現代新書）、2025年7月

### 共著
- 『徹底検証 教育勅語と日本社会』（岩波書店、2017年11月）
- 『教養としての歴史問題』（東洋経済新報社、2020年8月）　＊共著者：前川一郎、倉橋耕平、呉座勇一
- 『新プロパガンダ論』（ゲンロン叢書）2021年1月　＊共著者：西田亮介
- 『文藝春秋が見た戦争と日本人』（文春MOOK）2022年7月　＊分担編集者：保阪正康

### 監修
- 『大名古屋軍歌』、大久良俊ほか、ぐらもくらぶ、2012年12月8日発売 ASIN B00A3QONMM - CD
- 『續・大名古屋軍歌』、V.A., ぐらもくらぶ、2014年10月19日発売 ASIN B00NVIQYRQ - CD
- 『幻の大名古屋軍歌CDセット』、V.A., ぐらもくらぶ、2014年10月19日発売 ASIN B00NVIQZFW - CD
- 『日本の軍歌』晋遊舎、2014年6月（保利透との共同監修）
- 『日本の軍歌 傑作選』晋遊舎、2015年7月（保利透との共同監修）
- 『満洲帝国ビジュアル大全』洋泉社、2017年3月

### 連載
- 『webゲンロン』（2019年 - ）

## 出演

### ウェブ
- 『ビデオニュース・ドットコム』[8]
- 『デモクラシータイムス』（YouTube）[9]
- 『ゲンロンTV』（YouTube）
- 『ポリタスTV』（YouTube）
- 『Arc Times』（YouTube）

### ラジオ
- 『ライムスター宇多丸のウィークエンド・シャッフル』（TBSラジオ）
- 『News Sapiens』（TOKYO FM）
- 『荻上チキ・Session』（TBSラジオ）
- 『山崎怜奈の誰かに話したかったこと。』（TOKYO FM）
- 『大竹まこと ゴールデンラジオ!』（文化放送）